# Thaumatoxena burtti
Thaumatoxena burtti är en tvåvingeart som beskrevs av Schmitz 1939. Thaumatoxena burtti ingår i släktet Thaumatoxena och familjen puckelflugor. Inga underarter finns listade i Catalogue of Life.